# Пападопуло, Джузеппе
Джузеппе Пападопуло (итал. Giuseppe Papadopulo; род. 2 февраля 1948, Казале-Мариттимо, Тоскана) — итальянский футболист и футбольный тренер.

## Биография
В футбол на серьезном уровне защитник начинал играть в клубе "Ливорно". Лучшие годы своей карьеры Пападопуло провел в "Лацио". Три года он считался игроком основного состава римлян. В 1971 году вместе с командой он стал победителем международного Кубка Альп. Затем защитник выступал за другие известные итальянские команды, а завершил свою карьеру Пападопуло в полулюбительском коллективе "Чечина". В нем же он впервые занялся тренерской работой. Долгие годы специалист трудился в низших итальянских лигах, переводя их в более высокие лиги. Несколько лет специалист с переменным успехом работал в Серии B. Свое тренерское имя Пападопуло сделал в "Сиене", куда он пришел в 2001 году. За короткое время ему удалось превратить аутсайдера подэлитной лиги в крепкий коллектив. В сезоне 2002/03 "Сиена" неожиданно для многих победила Серии B и вышла в элиту. В следующем сезоне тренеру в упорной борьбе удалось сохранить с командой прописку Серии А, после чего он через полгода получил приглашение от "Лацио" занять место отправленного в отставку Доменико Казо. После провального старта он стабилизировал игру "бело-голубых" и продвинул их из зоны вылета на тринадцатое место, квалифицировавшись с ними в Кубок Интертото. Однако по истечении срока 6-месячного контракта президент римлян Клаудио Лотито принял решение не продлевать контракт с Пападопуло и поменять его на Делио Росси.
По ходу сезона 2005/2006 специалист возглавил "Палермо". Ему удалось финишировать с командой на восьмом месте. Однако после коррупционного скандала Кальчополи клуб переместился на пятое место, дающее право выступить в Кубке УЕФА. Но несмотря на это тренер покинул "Палермо".
В апреле 2009 года Джузеппе Пападопуло сменил Синишу Михайловича у руля терпящего бедствие в Серии А "Болонья". За короткое время ему удалось взбодрить футболистов и сохранить с ними прописку в элите. Но уже в октябре того же года после неудачного старта руководство "Болоньи" приняло решение расстаться с специалистом и пригласить вместо него Франко Коломбу.
Последним местом работы Пападопуло в 2011 году стало "Торино", откуда ушел сразу после поражений в двух первых встречах. В мае того же года он решил стать консультантом возрождающегося клуба «Спортинг Чечина 1929». В Чечине он и проживает в настоящее время.

## Достижения

### Футболиста
- Обладатель Кубка Альп: 1971.

### Тренера
- Чемпион Серии B: 2002/2003.